# Harsewinkel
Harsewinkel is een stad en gemeente in de Duitse deelstaat Noordrijn-Westfalen, gelegen in de Kreis Gütersloh. De stad telt 25.338 inwoners (31 december 2020) op een oppervlakte van 100,59 km². Naburige steden zijn onder andere Borgholzhausen, Gütersloh en Rheda-Wiedenbrück.

## Stadsindeling
| Ortsteil    | Bevolking (31-12-2006) | Bevolking (01-01-2020) | Stadsdelen |
| ----------- | ---------------------- | ---------------------- | ---------- |
| Harsewinkel | 16.767                 | 17.856                 | Stadsdelen |
| Marienfeld  | 04.535                 | 04.901                 | Stadsdelen |
| Greffen     | 03.032                 | 03.122                 | Stadsdelen |
| TOTAAL:     | 24.556                 | 25.879                 | Stadsdelen |

Op Harsewinkeler grondgebied bevinden zich daarnaast de gehuchten (Duits: Bauerschaften) Beller, Rheda, Überems, Remse en Oester.

## Ligging, infrastructuur, vervoer
De gemeente ligt aan de bovenloop van de rivier de Eems, in een streek, die nog juist tot het Münsterland wordt gerekend.

### Buurgemeentes

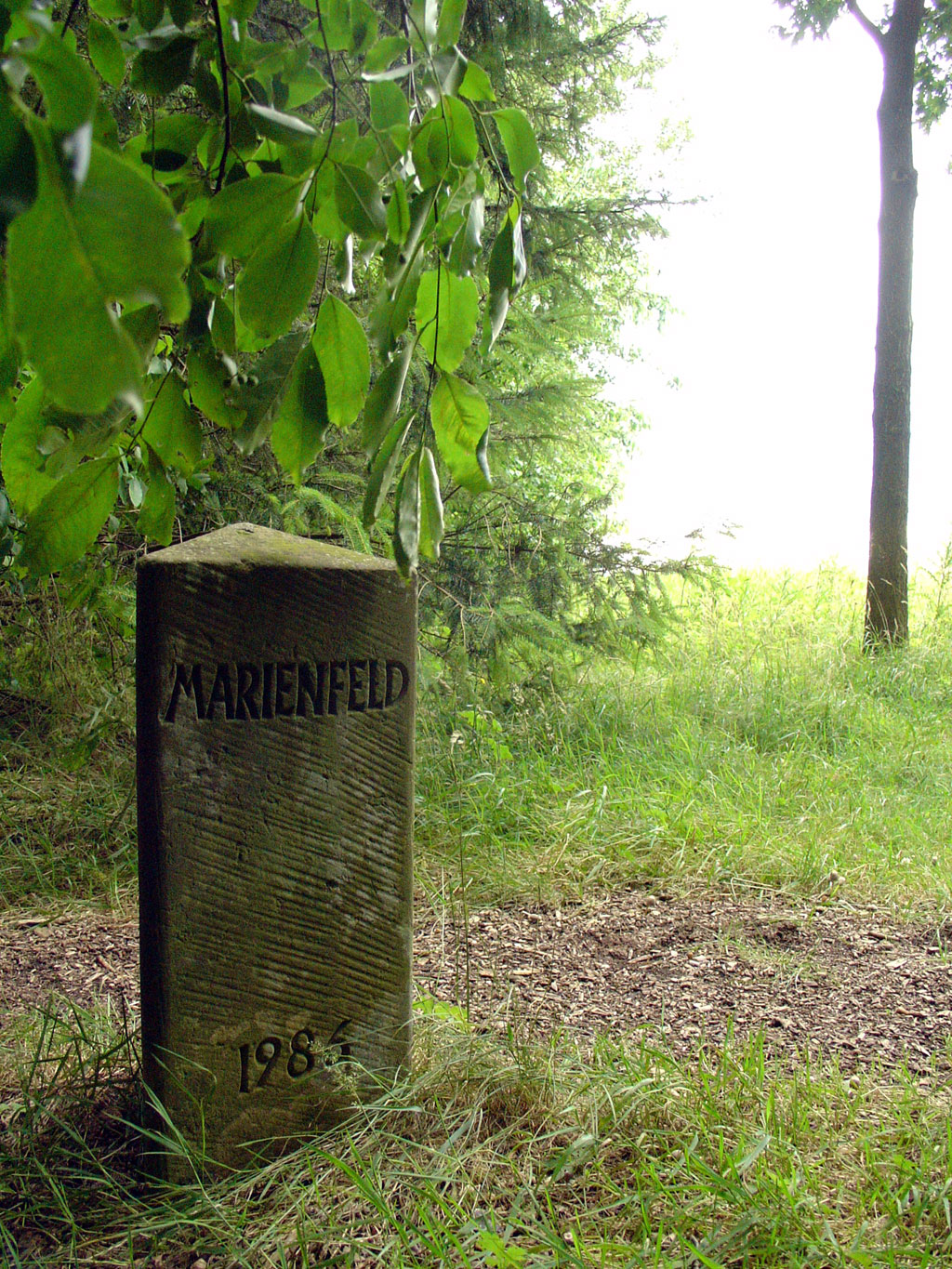
Grenssteen op het drielandenpunt tussen Marienfeld, Herzebrock en Clarholz

Harsewinkel grenst aan 7 andere gemeentes:
- In het noorden: Versmold, 15 km
- in het noordoosten: Halle, 19 km; deze plaats ligt aan de zuidkam van het Wiehengebergte
- in het oosten: Steinhagen, 16 km
- in het zuidoosten: Gütersloh, 12½ km
- in het zuiden: Herzebrock-Clarholz, 7 km tot Clarholz
- in het zuidwesten: Beelen, 8 km
- in het west-noordwesten: Sassenberg, 14 km.

Beelen en Sassenberg liggen in de Kreis Warendorf, alle andere plaatsen, evenals Harsewinkel zelf, in de Kreis Gütersloh.

### Wegverkeer
Harsewinkel ligt aan de Bundesstraße 513 Sassenberg - Gütersloh. Autosnelwegen liggen op behoorlijke afstand van de gemeente: op 16 km noordoostwaarts is de in 2019 gereed gekomen afrit 18 van de Autobahn A33 bij Steinhagen, en op 6 km voorbij Gütersloh  afrit 24 van de Autobahn A2. Afrit 23 van deze Autobahn, te Rheda-Wiedenbrück, is in kilometers dichterbij, maar om er te komen moet men een ingewikkelde route via Herzebrock-Clarholz volgen.

### Openbaar vervoer
Harsewinkel is via een op werkdagen tot 20.00 's avonds frequent rijdende snelbusdienst verbonden met Gütersloh. Het lokale openbaar vervoer wordt aangevuld met (weinig frequent rijdende) school- en belbusdiensten. In de weekeinden bestaat de mogelijkheid, op bepaalde routes een taxi te nemen tegen de prijs van een buskaartje.
Het in 1900 geopende spoorlijntje, dat door Harsewinkel en Marienfeld loopt, is sinds 1977 alleen nog in gebruik voor goederenvervoer. Te Harsewinkel takt een bedrijfsspoor van de landbouwmachinefabriek Claas af; het goederenstation bij die fabriek heet officieel Bahnhof Harsewinkel West. Er bestaan concrete, reeds uitgewerkte plannen, om de spoorlijn op te knappen, zodat er vanaf 2023 tussen Versmold en Gütersloh weer passagierstreinen zullen rijden.

### Waterwegen
De zuidgrens van de gemeente wordt gevormd door het dal van de (hier en daar sterk gekanaliseerde) Eems, die hier alleen voor kano's en andere kleine plezierboten bevaarbaar is. Langs de oevers van de Eems liggen enkele vogelreservaten. Talrijke beken, die in de Eems uitmonden, doorsnijden de gemeente. 

## Economie

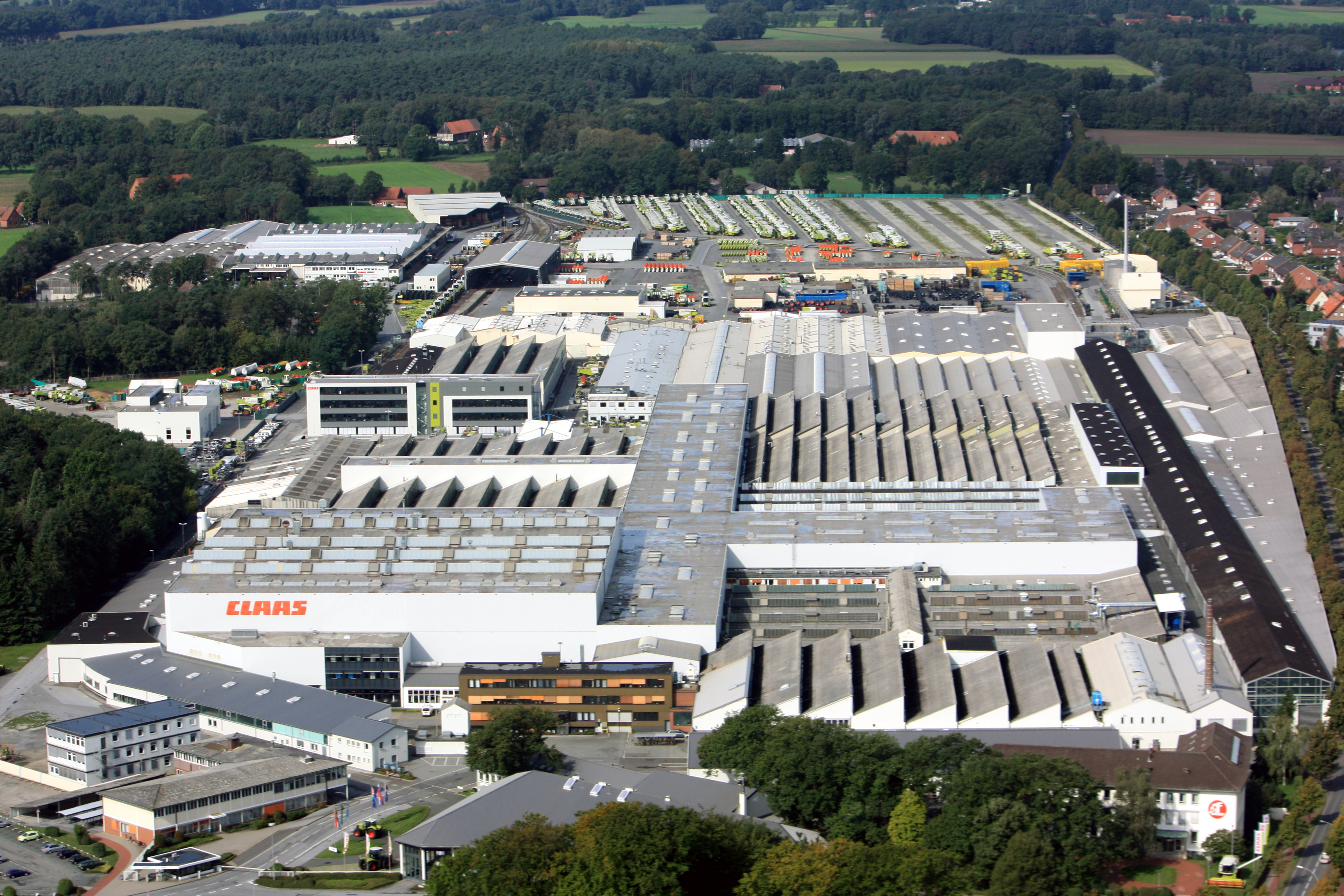
Fabrieksterrein Claas

De plaats is hoofdzetel van het bedrijf Claas, dat landbouwmachines produceert (aantal arbeidsplaatsen in de gemeente (2018): circa 3.000). Sedert 2013 heeft Harsewinkel om deze reden de semi-officiële bijnaam Mähdrescherstadt  (Maaidorsersstad).
Daarnaast zijn er enkele middelgrote ondernemingen in de volgende branches gevestigd:
- productie van en handel in auto-onderdelen
- productie van worst en andere vleesproducten
- textiel- en kledingindustrie
- afvalrecycling
- productie van computermaterialen en ontwikkeling van software.

Daarnaast is er het in een gemeente van deze omvang gebruikelijke midden- en kleinbedrijf gevestigd. Ook is de agrarische sector en het toerisme van enig belang.

## Geschiedenis
In de 11e eeuw worden Harsewinkel en Greffen voor het eerst in een kerkelijk document vermeld. De naam Hasewinkel gaat terug op Oudsaksisch  haso (= haas) of hros (= ros, paard) en winkel = hoek.
In 1185 werd het klooster van Marienfelde gesticht. De eerste abt, of een van de eerste abten hier was Bernhard II van Lippe. 
In 1592 verkreeg de plaats marktrecht en werd een Wigbold ( vlek).
Voor rampen bleef Harsewinkel niet gespaard: oorlogsgeweld in o.a. de Munsterse Stichtsoorlog ( Münsterische Stiftsfehde, 1450-1457), plundertochten door soldaten in diverse 16e-eeuwse oorlogen, en in de Dertigjarige Oorlog (1618-1648), en grote branden in  1662, 1697 en 1716.
De huidige gemeente lag van de middeleeuwen tot aan de napoleontische tijd in het prinsbisdom Münster, en na de val van Napoleon achtereenvolgens in het Koninkrijk Pruisen en vanaf 1871 in het Duitse Keizerrijk. Bij de inlijving in Pruisen in 1803 werd het klooster geseculariseerd (van de Rooms-Katholieke Kerk onteigend). In datzelfde jaar verkreeg Harsewinkel stadsrechten.
De gemeente kende in de late 18e en vroege 19e eeuw enige textielnijverheid. De eerste helft van de 19e eeuw was een periode van grote armoede. 
Met de aanleg van de straatweg Gütersloh- Warendorf (1883) en de aansluiting op het spoorwegnet (1900)  deed de industrie haar intrede in Harsewinkel. In 1919 werd de firma Claas gesticht, en in 1925 een schoenfabriek, die tot rond 1968 heeft bestaan.
De Tweede Wereldoorlog liet de gemeente nagenoeg ongemoeid. Wel waren er in de gemeente enkele werkkampen voor krijgsgevangenen uit Polen en later ook Frankrijk; deze mannen, die vaak slecht zijn behandeld, moesten de in militaire dienst opgeroepen boerenzonen en -knechts vervangen. Kort na de overgave aan de geallieerden (1 april 1945) begon, in 1946, de toevloed van Heimatvertriebene, die de bevolkingscijfers van Harsewinkel sterk deden stijgen. Velen van hen vonden werk in de plaatselijke industrie. In de jaren 1950 werd voor hen in het dan toe vrijwel exclusief rooms-katholieke Harsewinkel een evangelisch-lutherse kerkgemeente gesticht. In 1973 werden Harsewinkel en de omliggende plaatsen tot de huidige gemeente verenigd. De goede bedrijfsresultaten van de firma Claas in de decennia vanaf 1950 hebben mede geleid tot economische bloei in de gehele gemeente, daar dit bedrijf jaarlijks relatief zeer grote bedragen aan belastingen in de gemeentekas doet vloeien.

## Bezienswaardigheden
- Historisch en als cultuurmonument zeer belangrijk is het in 1185 gestichte en in 1222 pas officieel ingewijde, ten tijde van de reformatie in de 16e eeuw luthers geworden, in 1803 geseculariseerde  voormalige klooster Marienfeld  ten zuiden van het centrum van het daaromheen gebouwde dorp. Bij dat klooster behoort ook een in romaanse stijl gebouwde, vroeg-13e-eeuwse, abdijkerk met barok interieur. De meeste kloostergebouwen dateren uit de 18e eeuw. Voor een zeer uitvoerige beschrijving hiervan zie op de Duitse Wikipedia: Kloster Marienfeld (Harsewinkel). Rondom de kloostergebouwen is een wandelroute met informatiezuilen (Stelenroute) uitgezet. De meeste gebouwen van het uitgestrekte complex zijn als woonruimte, horecagelegenheid of congrescentrum ingericht.
- De Sint-Luciakerk te Harsewinkel is in neogotische stijl gebouwd in 1860. De toren dateert van 1904. Ernaast staat een groot vakwerkhuis uit 1712 (voormalige woning van de dekens) en een uit 1812 daterend bibliotheekgebouw. Ook verderop is de buurt rondom deze kerk rijk aan schilderachtige oude huizen. Af en toe bestaat de mogelijkheid, een rondleiding door deze kerk te boeken. Daarbij wordt dan tevens de kerktoren beklommen en wordt in een bescheiden museum in deze toren een verzameling liturgische gewaden getoond.
- De Johanneskerk te Greffen is met behoud van muurdelen van een ouder, gotisch kerkje, rond 1900 in neogotische stijl gebouwd. In het interieur is een barok altaar en een barokke kansel vermeldenswaardig.
- Te Greffen staat een klein motorenmuseum met circa 200 motoren bouwjaar 1898- circa 1950. Op aanvraag te bezichtigen. De eigenaresse van dit particuliere museum organiseerde t/m 2019 een jaarlijkse internationale rally voor oude motoren, bouwjaar t/m 1914, de Spökenkiekerfahrt, die veel bekijks trok van motorliefhebbers uit geheel Noord-Duitsland.
- Ten oosten van de stad, aan de straat naar Steinhagen, staat de historische zaagmolen Meier-Osthoff  uit 1883. Dit industriële monument kan af en toe op aanvraag bezichtigd worden.
- Een bescheiden streek- en boerderijmuseum bevindt zich in een oude vakwerkboerderij te Marienfeld. Het voormalige kippenhok hierbij is tot restaurant verbouwd.
- De gemeente bezit enige natuurreservaten, vooral langs de Eems en haar zijbeken. Het dal van de Abrooksbach midden in Harsewinkel is omgevormd tot een uitgestrekt stadspark.
- De gemeente heeft enige toeristische fietsroutes uitgezet, voor zowel korte als lange fietstochten.

## Afbeeldingen

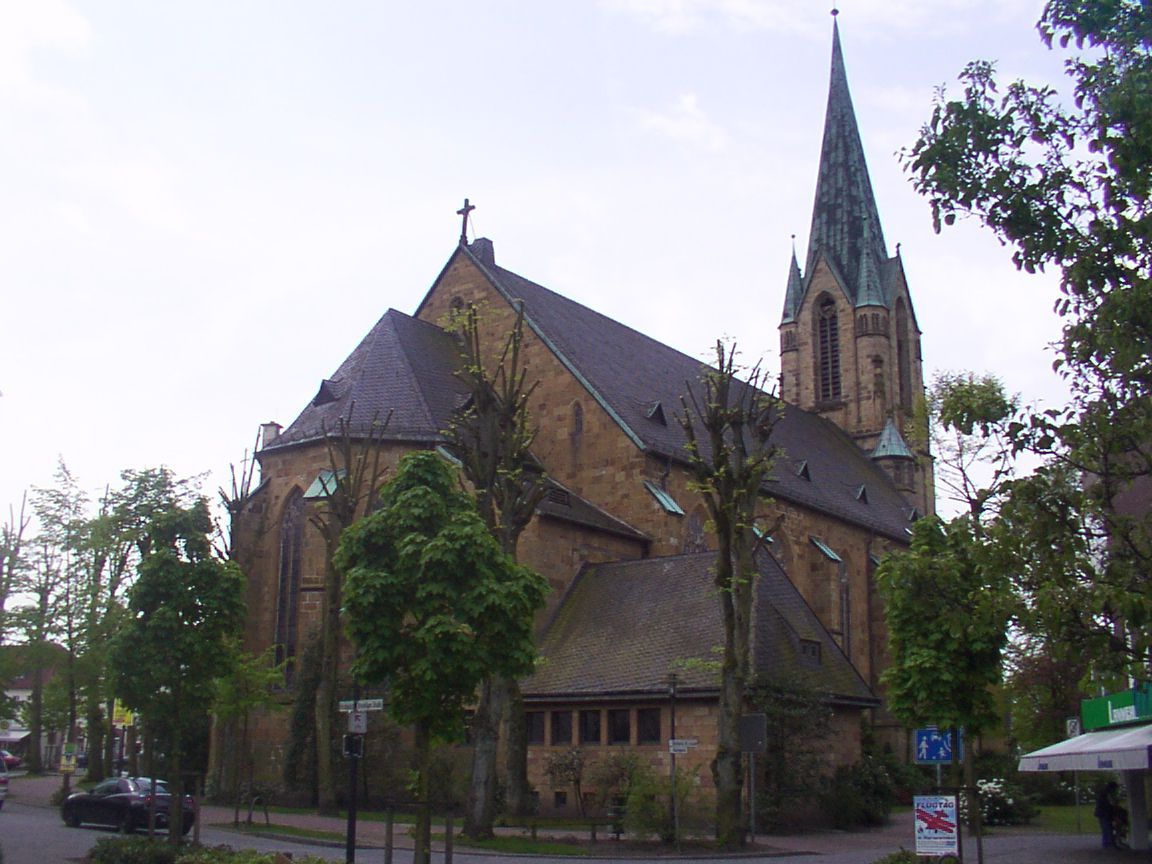
St. Luciakerk
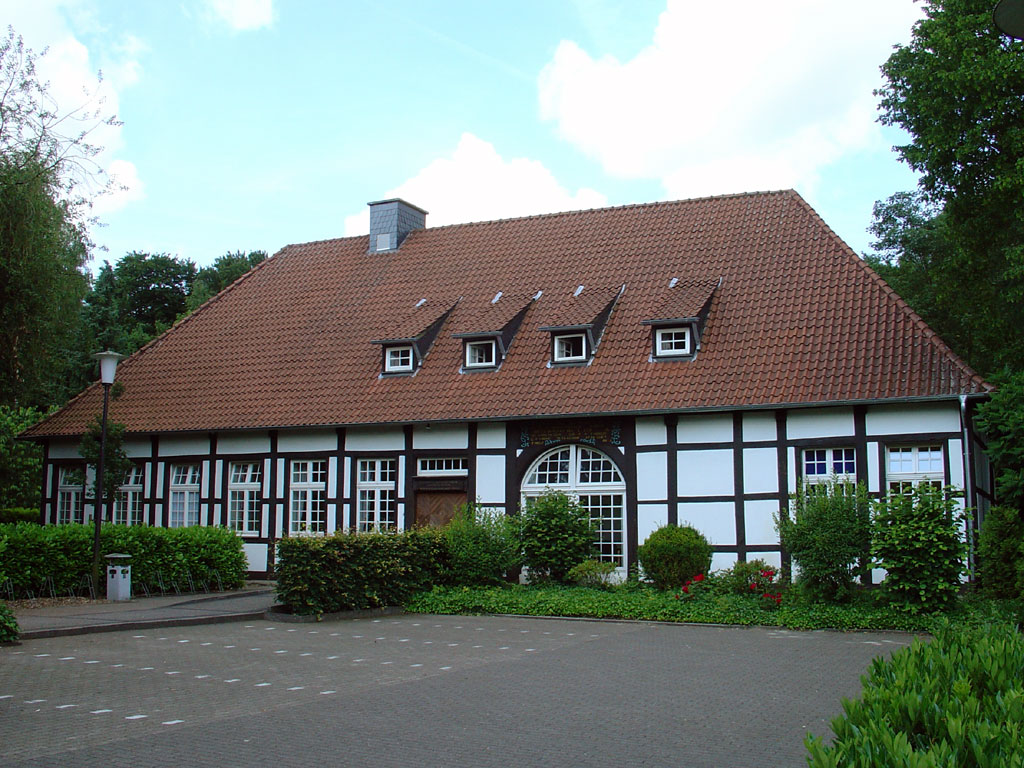
Woonhuis van de dekens bij deze kerk
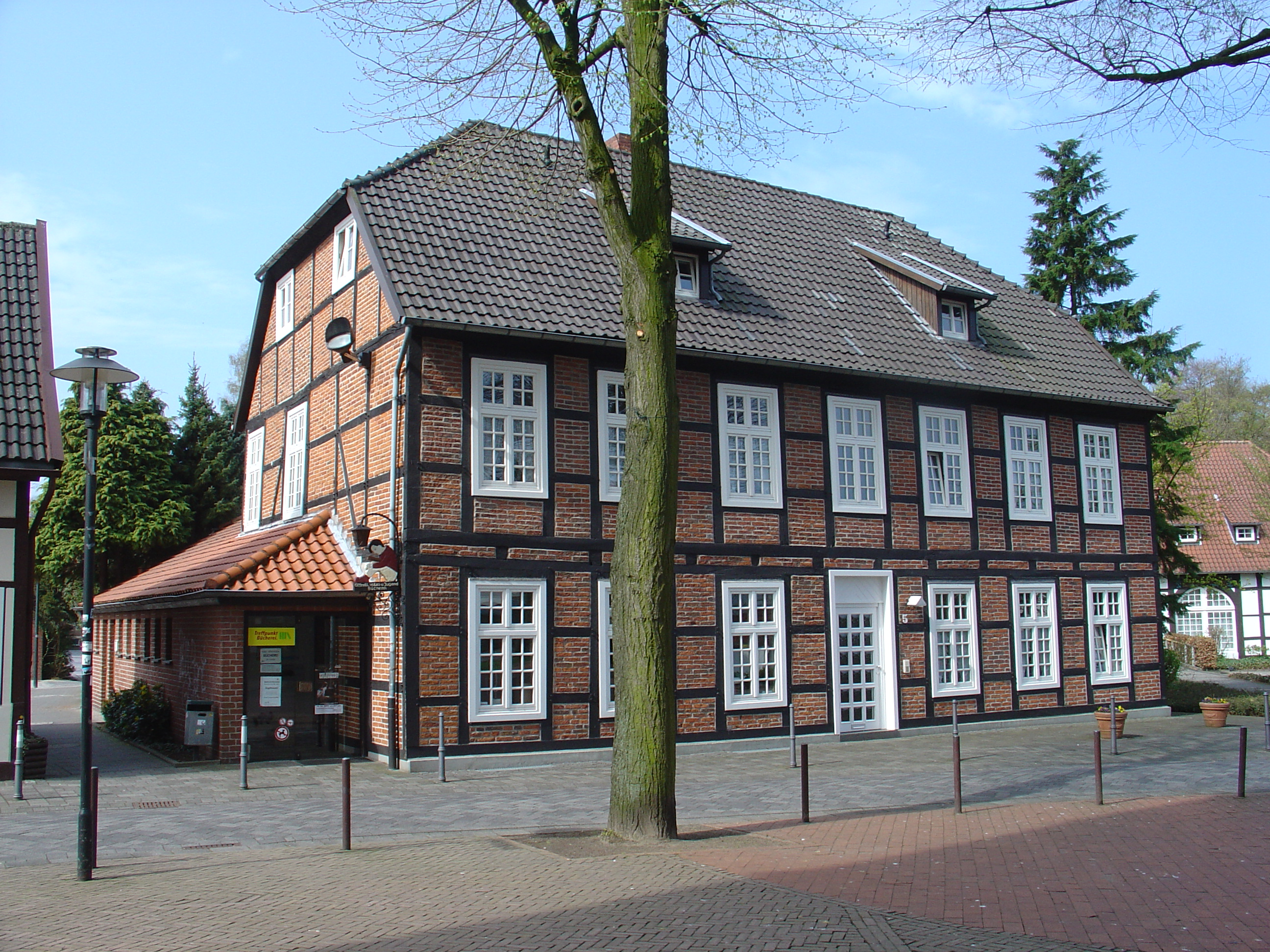
V.m. R.K. meisjesschool en bibliotheek, Harsewinkel
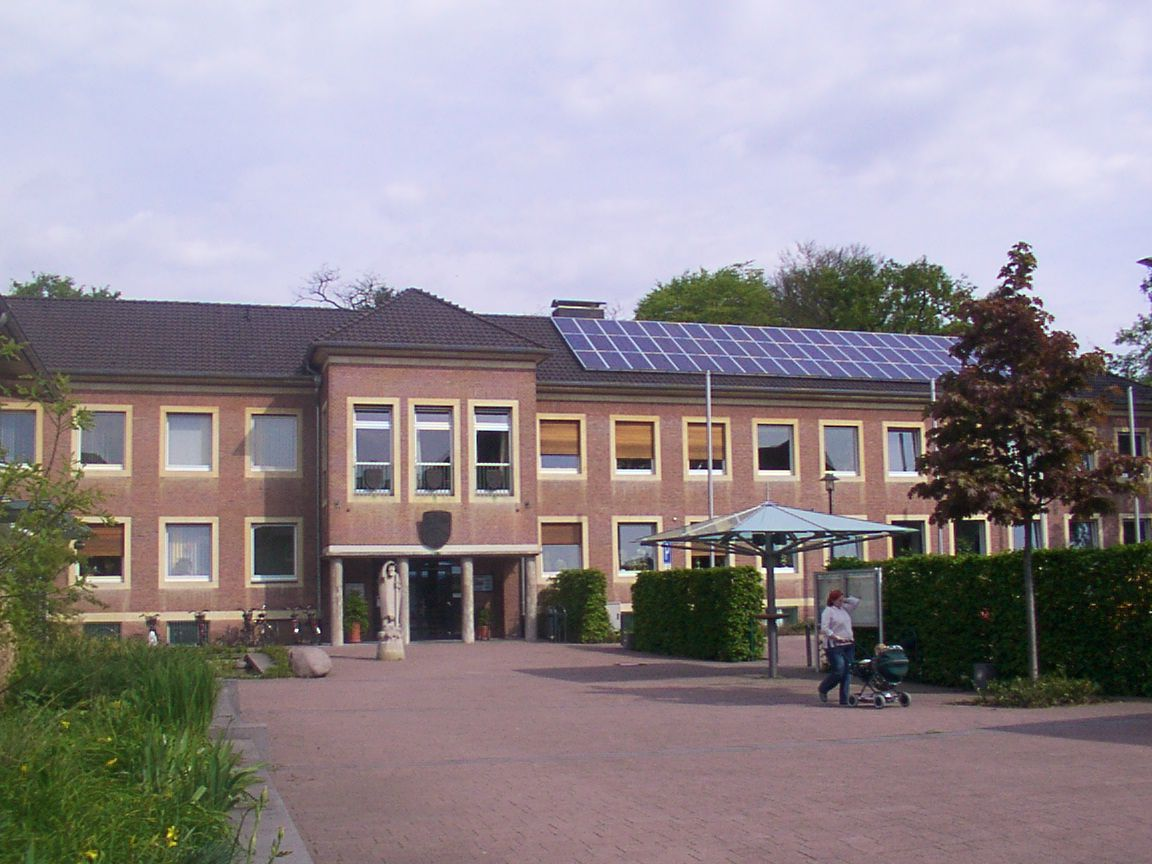
Gemeentehuis
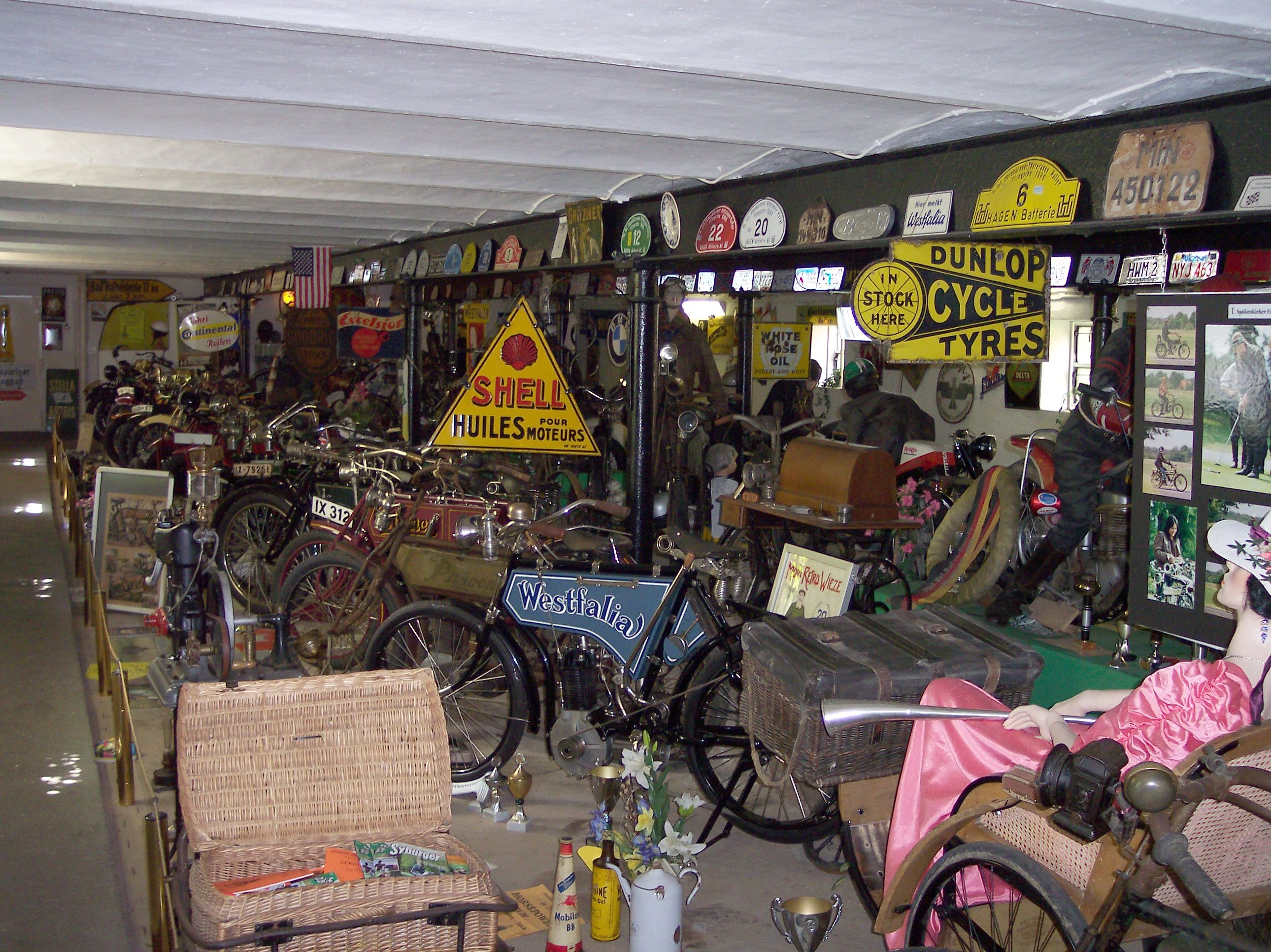
In het motorenmuseum
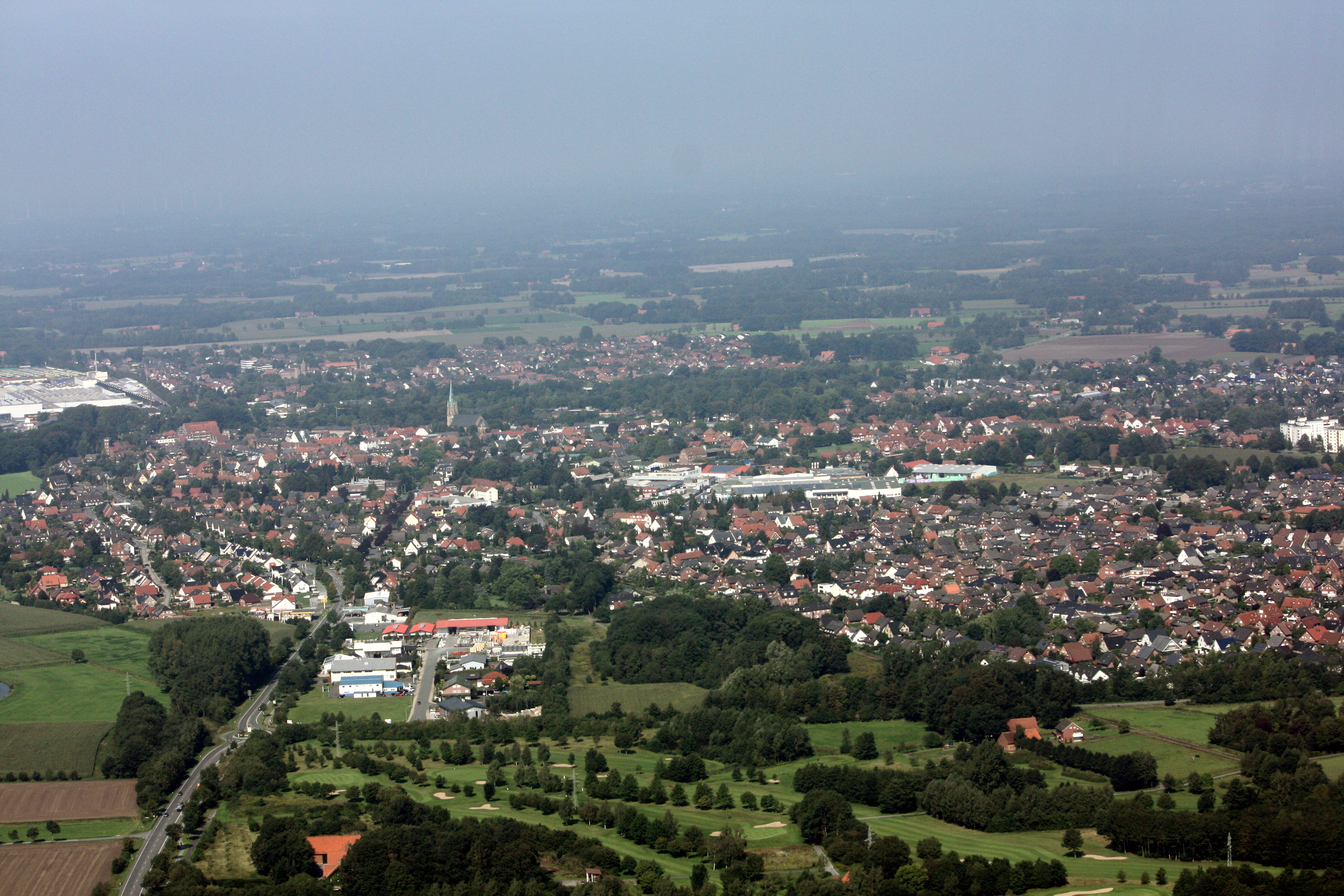
Gezicht op Harsewinkel
Kloster Marienfeld
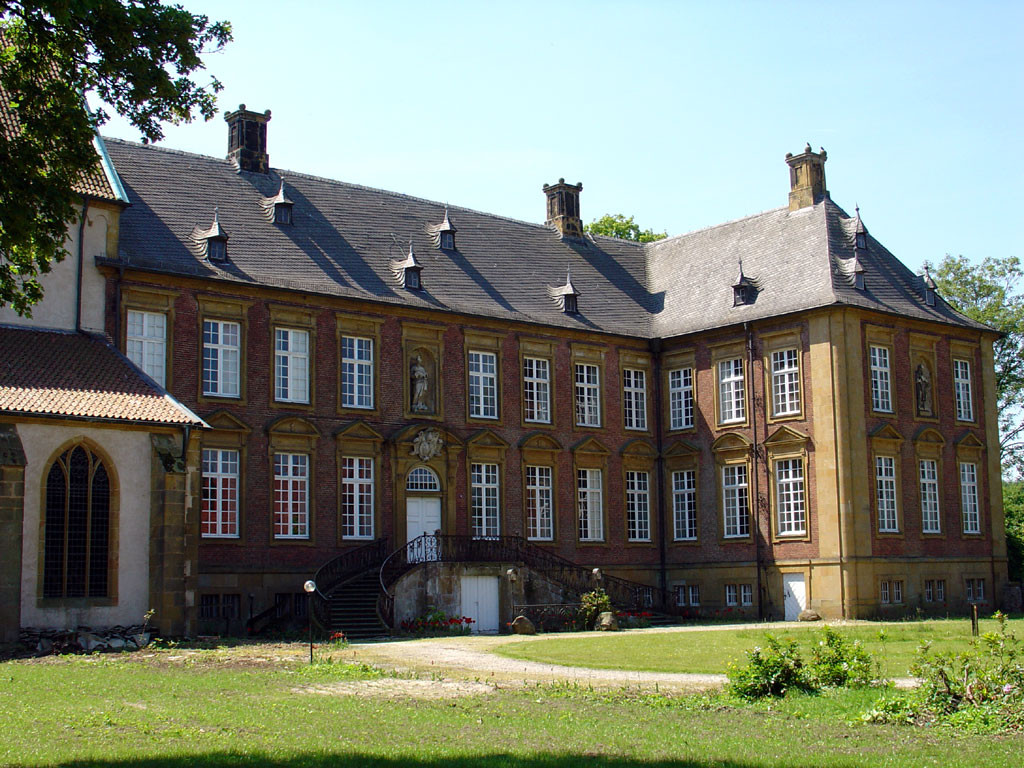
Hoofdgebouw van dit klooster (1699-1702)
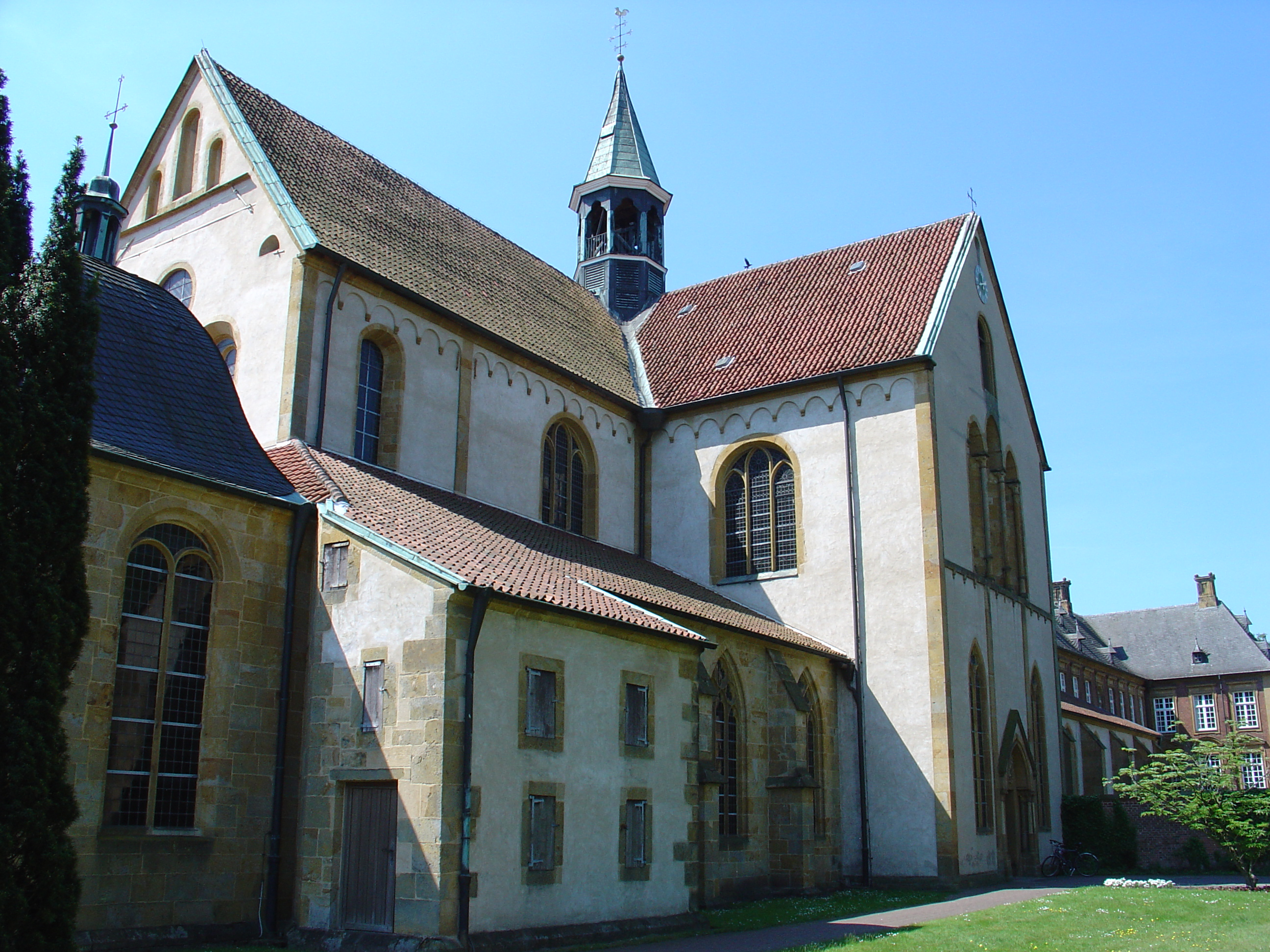
De romaanse kloosterkerk
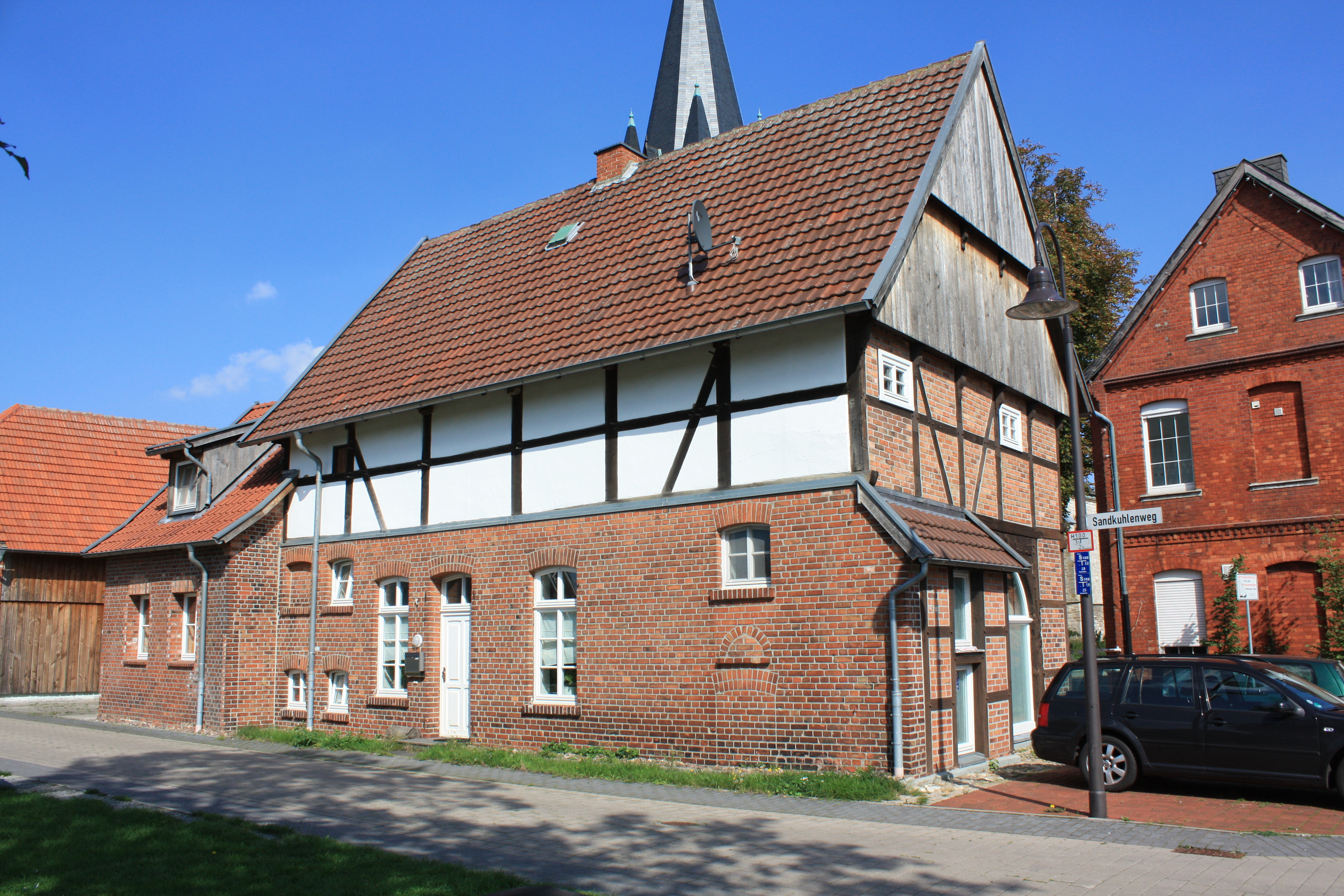
Een van de weinige nog bestaande oude vakwerkhuizen te Greffen
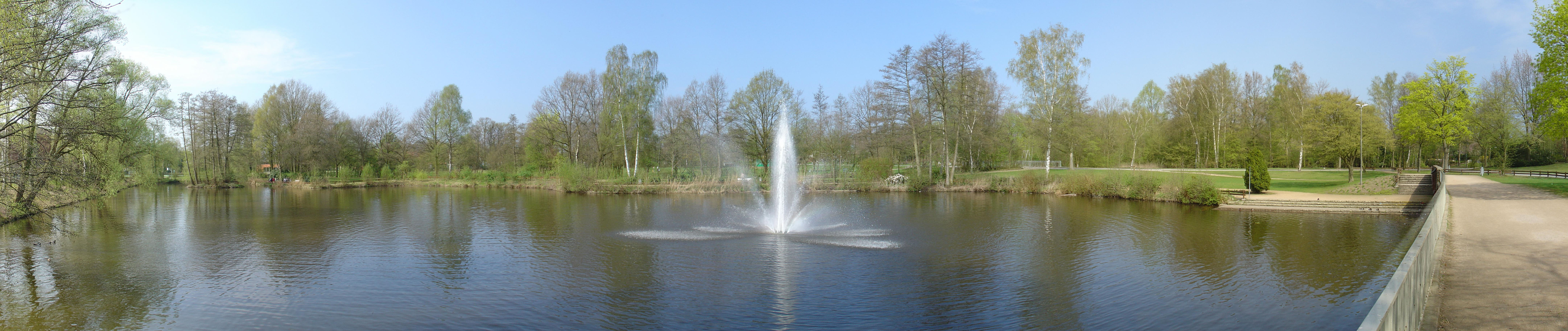
Zwanenvijver in het stadspark

## Partnergemeentes
- Les Andelys,  Normandië, Frankrijk, sedert 1994
- Mazsalaca in de Mazsalacas novads, Letland, sedert 2017
- Gaomi, Volksrepubliek China, sedert 2015

## Belangrijke personen in relatie tot de gemeente

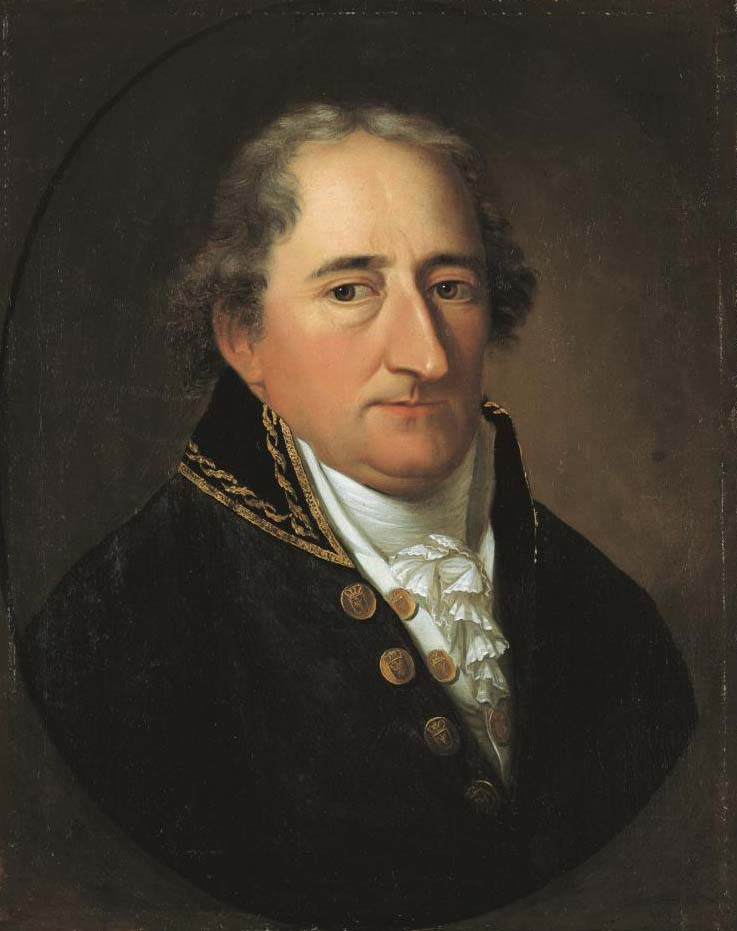
J.C. Rincklage, portret Freiherr vom Stein

- Johann Christoph Rincklake, geboren te Bellen bij Harsewinkel  op 19 oktober 1764, overleden op 19 juni 1813 te Münster, portretschilder
- Peter Pöppelmann , geboren op 24 april 1866 in Harsewinkel , overleden op 6 november 1947 te Dresden, beeldhouwer van vooral bustes en grafmonumenten
- August Claas (Clarholz, 15 december 1887 - Harsewinkel, 12 april 1982), oprichter van het familiebedrijf Claas

Borgholzhausen · Gütersloh · Halle · Harsewinkel · Herzebrock-Clarholz · Langenberg · Rheda-Wiedenbrück · Rietberg · Schloß Holte-Stukenbrock · Steinhagen · Verl · Versmold · Werther